# 애니콜 컬러재킷
애니콜 컬러재킷(Anycall Color Jacket)은 삼성전자가 2007년 2월에 출시한 피처 폰이다.

## 세부 모델
| 모델명    | 통신사     | 통신 방식 |
| --------- | ---------- | --------- |
| SCH-B660  | SK텔레콤   | EV-DO     |
| SPH-B6600 | KT         | EV-DO     |
| SPH-B6650 | LG유플러스 | EV-DO     |

## 기능

### 지상파 DMB
이 휴대 전화는 지상파 DMB 기능을 지원하며, 시청예약, 채널녹화, 화면캡처를 할 수 있다. 또한 DMB 시청 도중에 전화, 문자 기능을 사용할 수 있다.

### 카메라
최대 130만 화소의 해상도(1280×960)를 지원하며, 포토스튜디오를 이용해 사진에 특수효과를 입힐 수 있다.